# 燕隼
燕隼（学名：Falco subbuteo）为隼科隼属的鸟类。多栖息于林地和其中的空地以及稀树草原或牧场。该物种的模式产地在瑞典。

## 特征
雌鸟比雄鸟稍大，身体长约30厘米；头部和颈后主要为灰黑色，颈后有一乳白色领斑；上体其余部分羽毛灰色，尾部稍淡，都具有黑褐色羽干斑；下体为棕褐色，胸部、腹部和两胁密缀有黑褐色纵纹；肛周以下至两腿为绣红色，有时稍杂有黑纹。

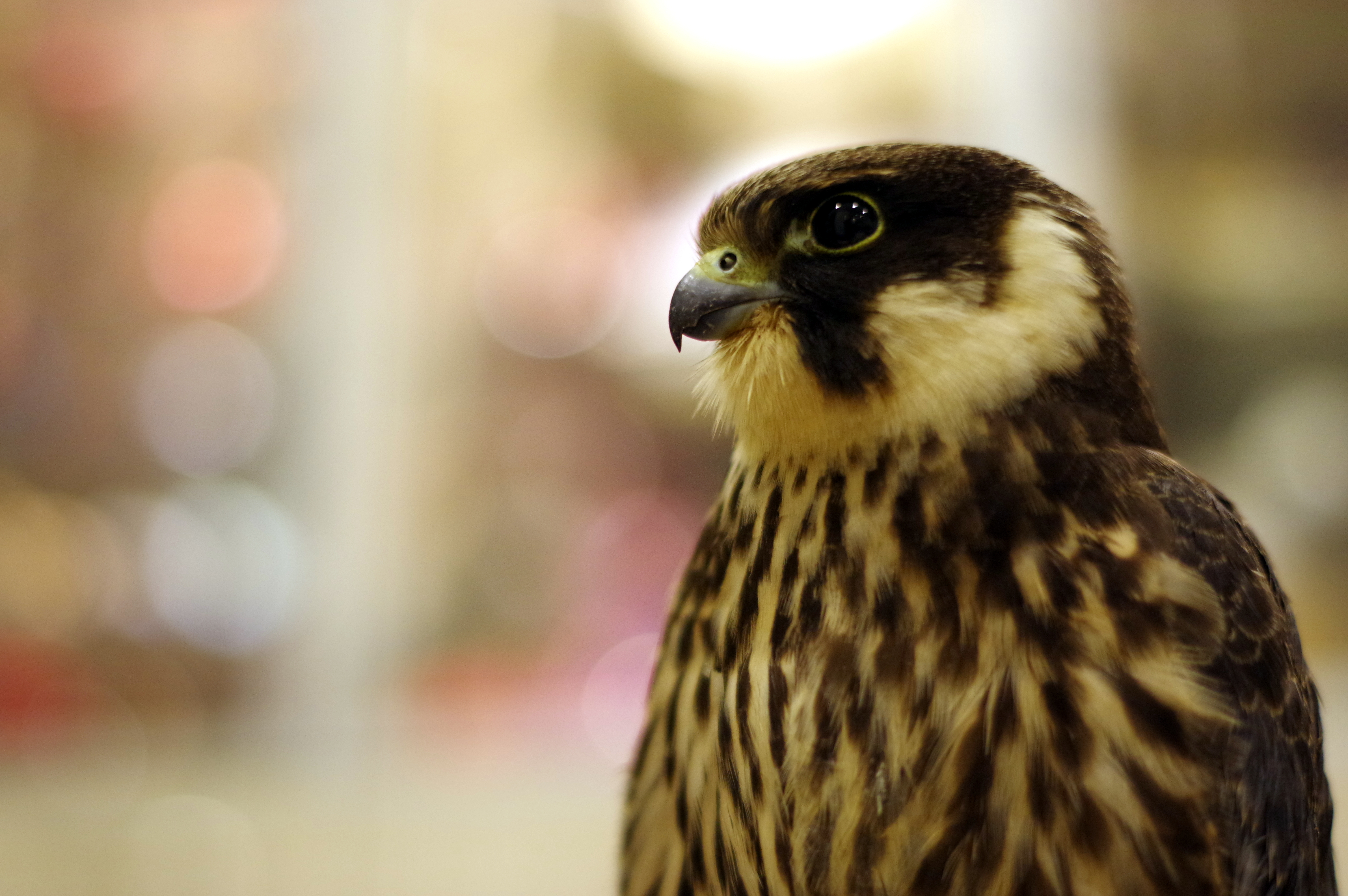
Falco subbuteo

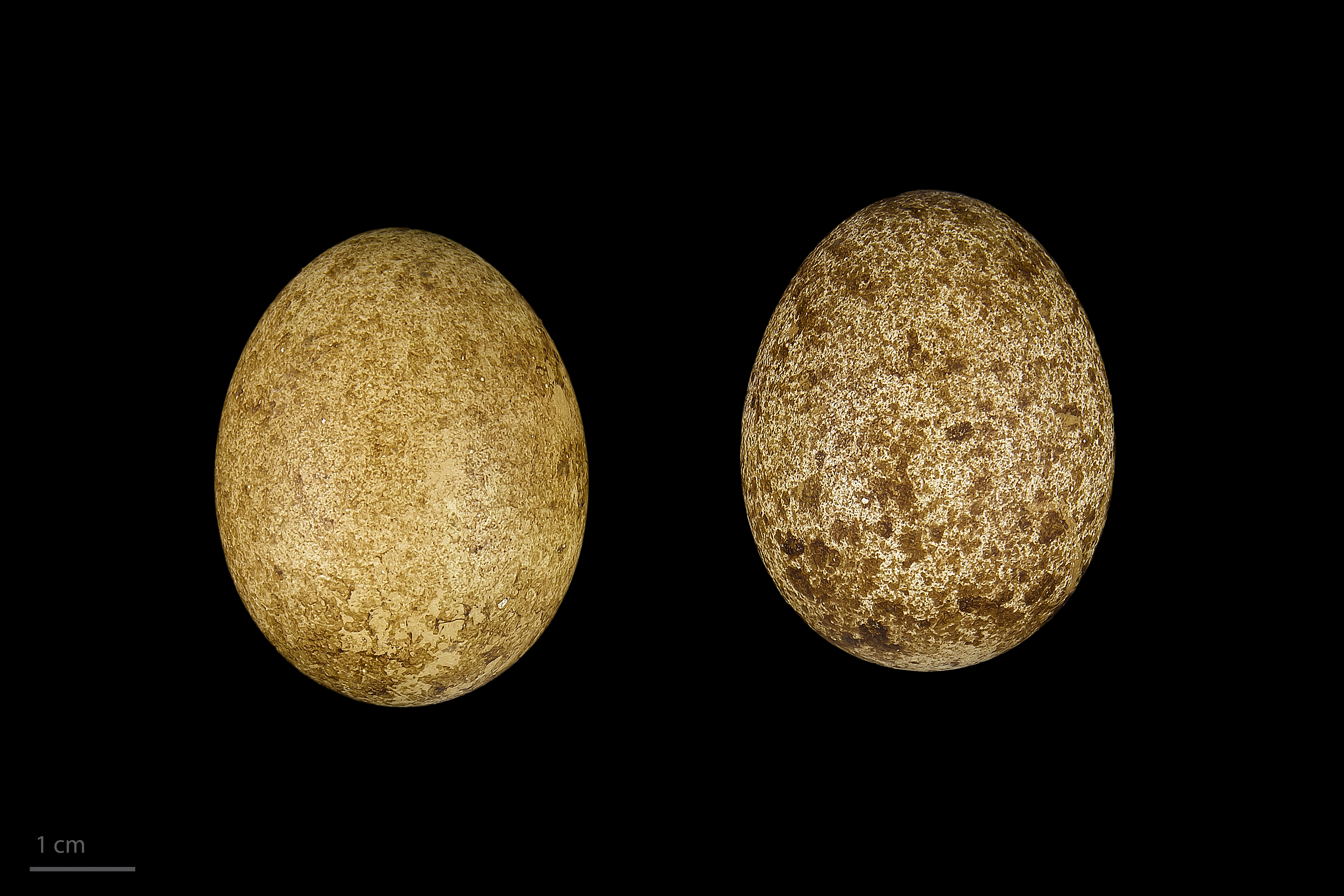
卵 Falco subbuteo

## 分布
多见于林地或栽培地区的丛树间，常在飞行时捕捉昆虫或小鸟；在中国，遍布东部地区，在黄河、长江流域为夏候鸟，广东一带为留鸟。

## 分布状况
地区性非罕见的留鸟及季候鸟。指名亚种繁殖于中国北方及西藏，越冬于西藏南部。

## 亚种
- 燕隼南方亚种（学名：Falco subbuteo streichi）。分布于台湾以及中国大陆的广东、安徽、长江南部流域向西到四川、云南等地。该物种的模式产地在广东汕头。[3]
- 燕隼指名亚种（学名：Falco subbuteo subbuteo）。在中国大陆，分布于新疆、青海、西藏、甘肃、内蒙古、黑龙江、河北、山西、陕西、辽宁、山东、西藏等地。该物种的模式产地在瑞典。[4]

## 保护
- 中国国家重点保护动物等级：二级